# Skogslänen

Skogslänen i Sverige är enligt Statistiska centralbyrån de fem länen i Norrland plus Dalarnas län och Värmlands län, alltså Norrbottens, Västerbottens, Jämtlands, Västernorrlands, Gävleborgs, Dalarnas och Värmlands län. Länen sammanfaller med riksområdet SE3. Begreppet skogslänen används av svenska myndigheter, och är därför att anse som en officiell benämning på regionen.
Skogslänen utgör 70,2 procent av rikets landareal. De har 72,6 procent av skogsmarken och 69,6 procent av den produktiva skogsmarken. Sammantaget är alltså skogslänens andel av rikets produktiva skogsmark lägre än deras andel av rikets landareal. Detta förklaras av de stora områden i Norrbottens, Västerbottens och Jämtlands län som är kalfjäll, myrar och annan  mark som är improduktiv för skogsbruk. De fyra sydligare skogslänen är betydligt mer skogtäckta än riksgenomsnittet.